# 673

## Decese
- dată necunoscută: Chlothar al III-lea  (n. 650)